# Aoife Dalton
Pour les articles homonymes, voir Dalton.
Pas d'image ? Cliquez ici

a Compétitions nationales et continentales officielles uniquement.

b Matchs officiels uniquement.
Dernière mise à jour le 22 septembre 2024.
Aoife Dalton, née le 3 mai 2005 à Mullingar (Irlande), est une joueuse internationale irlandaise de rugby à XV. Elle évolue au poste de centre. Licenciée au Old Belvedere RFC, elle joue également avec la province du Leinster et la franchise des Wolfhounds.

## Biographie
Née le 3 mai 2003, à Mullingar en Irlande, au sein d'une famille de joueurs et joueuses de football gaélique, Aoife Dalton grandit à Clara où elle pratique d'abord le football. Elle débute la pratique du rugby à XV à l'âge de quinze ans quand elle rejoint un Tullamore RFC en manque de joueuses et qui bat le rappel auprès de toutes les filles de la région. Elle est rapidement repérée et intègre le National Talent Squad de la fédération irlandaise. À l'époque, elle s'inspire beaucoup de son ainée Dorothy Wall, qu'elle trouve exemplaire à tous points de vue. Elle passe par l'équipe des moins de 18 ans du Leinster.
Elle obtient sa première sélection avec l'équipe d'Irlande et marque un essai à 19 ans[réf. nécessaire], en août 2022 au cours de la toute première tournée des Irlandaises au Japon.
Étonnamment, c'est une fois internationale qu'Aoife Dalton fait ses débuts avec l'équipe senior du Leinster, en même temps que Dannah O'Brien. Elle remporte son premier championnat inter-provinces irlandaises, puis dispute son premier Tournoi des Six Nations en 2023.
Elle est rappelée pour jouer la première édition du WXV 3 en Afrique du Sud. Les Irlandaises remportent la compétition. Elle est sélectionnée pour jouer le Celtic Challenge avec les Wolfhounds qui remportent la compétition. Puis elle est à nouveau sélectionnée pour le Tournoi des Six Nations, où elle est notamment titularisée contre la France et l'Angleterre. Un bon Tournoi qui voit les Irlandaises terminer troisièmes et ainsi se qualifier pour la Coupe du monde et le WXV 1.
Après avoir conservé le titre national avec le Leinster, Aoife Dalton est sélectionnée pour disputer le WXV 1 au Canada. Elle notamment titulaire lors de la victoire face aux Black ferns. Elle retrouve par la suite les Wolfhounds qui conservent leur titre.

## Palmarès

### En franchise et province
- Vainqueure du Championnat inter-provinces irlandaises en 2023 et 2024.
- Vainqueure du Celtic Challenge en 2024 et 2025

### En équipe nationale
- Vainqueur du WXV 3 en 2023.